# Irattartó (South Park)
Az Irattartó (Trapper Keeper) a South Park című rajzfilmsorozat 60. része (a 4. évad 12. epizódja). Elsőként 2000. november 15-én sugározták az Amerikai Egyesült Államokban.

## Cselekmény
Kyle Broflovski új Dawson és a haverok-irattartóval megy iskolába, de irigykedni kezd, mikor Eric Cartman egy, az övénél modernebb irattartóval jelenik meg (mely képes más elektronikus eszközökkel is összekapcsolódni). Az irattartó egy különös férfi figyelmét is felkelti, aki a Bill Cosby nevet viseli és némi kérdezősködés után megpróbálja ellopni a tárgyat. Miután Barbrady felügyelő letartóztatja, Cosby elárulja tettének indítékát; állítása szerint a jövőben az irattartó öntudatra ébred és más elektronikus berendezésekkel egy szuperkomputert alkot, mely megkezdi az emberiség kiirtását. Cosby valójában egy BSM-471 nevű kiborg a jövőből, melyet ennek megakadályozására küldtek vissza. Cartman nagy nehezen beleegyezik az irattartó megsemmisítésébe, de másnap új irattartóval jelenik meg; Cosby azonban rámutat arra, hogy lehet, éppen ez az új irattartó lesz az, mely nemsokára világuralomra tör. Cartman viszont megmakacsolja magát és nem adja ki a kezéből az új irattartót.
Eközben Mr. Garrison lesz az óvodások új tanítója, és diákjaival az első órán osztályelnök-választást tartanak. Az egyik jelölt Kyle kisöccse, Ike (akit zseninek tartanak, ezért korábban mehetett óvodába), míg ellenfele Filmore lesz. A szavazás eredménye döntetlen lesz, mert egy Flora nevű lány nem tud dönteni; miután választ, kiderül, hogy van egy hiányzó gyerek a csoportban. Többszöri újraszámlálás után Filmore a nagynénjéhez, Rosie O’Donnellhez fordul segítségért.
Stan Marsh, Kyle és Kenny McCormick Bill Cosbyval együtt ellátogat Cartmanékhez, hogy meggyőzzék Ms. Cartmant az irattartó elpusztításáról. Az irattartó eközben összekapcsolódik Cartman számítógépével, majd magával Cartmannel is, így egy hatalmas biomechanikus masszává alakulva át. A massza a Cheyenne-hegység felé veszi az irányt, hogy az ottani komputerekkel egyesülve megállíthatatlanná válhasson.
Kyle bemászik a massza belsejébe, hogy megpróbálja leállítani, de annak foglyául esik és képtelen bármit is tenni. Váratlanul Rosie O’Donell jelenik meg (ez némi zavart okoz a jelenlévők között, mert nem tudják megkülönböztetni a masszától), de amikor az irattartó-Cartman őt is magába olvasztja, rosszul lesz tőle és legyengül. Ezt kihasználva Kyle eltávolítja a massza belsejében található processzort, így az irattartó elpusztul. Az események után Bill Cosby is eltűnik, Stan pedig arra kötelezi Cartmant, hogy mondjon köszönetet Kylenak.
Az óvodai elnökválasztáson kialakult káosznak Filmore vet véget, amikor megunja az egészet és visszalép, Ike javára – Mr. Garrison legnagyobb megkönnyebbülésére.

## Kenny halála
- Miután Cartman bezárkózik a szobájába, a többiek megpróbálnak bejutni hozzá. Kennyre hárul a feladat, hogy betörje az ajtót, de a Cartmannel egyesült irattartó váratlanul kirobbantja azt, ezzel a falhoz préselve és megölve Kennyt.

## Utalások
- A jelenet, melyben Kyle bemászik az óriásira megnőtt Cartman-irattartóba, célzás a 2001: Űrodüsszeia című film egy részletére. Az irattartó a filmben látható HAL 9000 paródiája.
- A cselekmény egésze a Terminátor című filmen alapul; Bill Cosby alakja és megjelenése utalás a film főszereplőjére, Kyle Reese-re, illetve a Terminátorra, az irattartó pedig a filmbéli Skynethez hasonlóan saját öntudatra ébred és az emberiség elpusztítására törekszik.
- Cartman átalakulása a masszává, a háttérzene, illetve Rosie O'Donell halála egyértelmű utalás az Akira című animációs sci-fi filmre.[1]
- Az óvodai osztályelnök választás célzás lehet a 2000-es amerikai elnökválasztás floridai eseményeire, melynek során a szoros eredmény miatt törtek ki viták, és a felek többszöri újraszámlálást követeltek. Végül a Legfelsőbb Bíróság tett pontot az ügyre. Az epizódban Flora szimbolizálja Floridát (amely nem tud dönteni a kérdésben), a hiányzó tanuló pedig azokat a szavazókat, akik nem tartózkodtak az Államokban és később voksoltak.